# Iza (Kolumbia)
Iza – miasto w Kolumbii, w departamencie Boyacá.